# Мортен Агнес Конрадсен
Мортен Агнес Конрадсен (норв. Morten Ågnes Konradsen, нар. 3 травня 1996, Буде, Норвегія) — норвезький футболіст, півзахисник клубу «Геугесунн».

## Клубна кар'єра
Мортен — вихованець молодіжної академії «Буде-Глімт». За першу команду клубу дебютував 1 травня 2012 року, вийшовши у стартовому складі переможного (5:0) поєдинку першого раунду кубку Норвегії проти «Тверландета». У тому ж поєдинку також відзначився одним з голів у воротах команди-суперника.
Дебютував у першому дивізіоні Норвегії наступного року, 21 квітня 2013 року замінив Ульріка Бергланна в переможному (3:0) поєдинку проти «Ельверума». За підсумками вище вказаного сезону «Буде-Глімт» виборов путівку до Елітесеріен.
Свій перший матч у вищому дивізіоні Норвегії зіграв 13 квітня 2014 року, замінивши Папа Аліуна Н'Діає в переможному (4:2) поєдинку проти «Согндала». 9 листопада відзначився дебютним голом в Елітесеріен, в переможному (3:2) проти «Вікінга».
За підсумками сезону 2016 року «Буде-Глімт» опустився до Першого дивізіону.
31 липня 2017 року «Буде-Глімт» і «Русенборг» досягли домовленості про перехід гравця за умови успішно пройденого медогляду. 2 серпня Конрадсен офіційно став гравцем гранда норвезького футболу, з яким уклав договір до 31 грудня 2020 року. Він дебютував у новій команді 14 жовтня, замінивши Самюеля Адегбенро в переможному (3:0) поєдинку проти «Тромсе». 2 листопада зіграв свій перший матч у європейських клубних змаганнях: вийшов на поле в домашньому (1:1) нічийному поєдинку групового етапу Ліги Європи 2017/18 проти петербурзького «Зеніту».
4 листопада 2017 року «Русенборг» став чемпіоном Норвегії в 25-ий раз у власній історії: сталося це ще без виходу на футбольне поле, через домашню поразку другої команди в турнірній таблиці, «Молде», від «Кристіансунна», команда гарантувала за 3 тури до завершення чемпіонату. Цей титул став першим у кар'єрі Конрадсена.
15 серпня 2018 року повернувся до «Буде-Глімта», з яким підписав 3-річний контракт.

## Кар'єра в збірній
Мортен представляв Норвегію в юнацьких збірних України (U-15), (U-16), (U-17), (U-18), (U-19), а також у молодіжній збірній України. У футболці останньої з вище вказаних збірних дебютував 17 листопада 2015 року, Мортен замінив Андерса Трондсена в нічиїйному (0:0) товариському поєдинку проти Ірландії. 27 березня 2018 року зіграв свій перший матч у кваліфікації молодіжного чемпіонату Європи 2019 року, вийшовши на поле в стартовому складі в Тель-Авіві в переможному (3:1) поєдинку проти Ізраїлю.

## Статистика виступів

### Клубна
Станом на 30 травня 2021
| Клуб              | Сезон             | Ліга              | Ліга  | Ліга | Нацю кубок | Нацю кубок | Континентальні | Континентальні | Інші  | Інші | Загалом | Загалом |
| Клуб              | Сезон             | Дивізіон          | Матчі | Голи | Матчі      | Голи       | Матчі          | Голи           | Матчі | Голи | Матчі   | Голи    |
| ----------------- | ----------------- | ----------------- | ----- | ---- | ---------- | ---------- | -------------- | -------------- | ----- | ---- | ------- | ------- |
| «Буде-Глімт»      | 2012              | Адекколігаен      | 0     | 0    | 1          | 1          | -              | -              | -     | -    | 1       | 1       |
| «Буде-Глімт»      | 2013              | Адекколігаен      | 10    | 0    | 2          | 1          | -              | -              | -     | -    | 12      | 1       |
| «Буде-Глімт»      | 2014              | Елітесеріен       | 16    | 1    | 4          | 1          | -              | -              | -     | -    | 20      | 2       |
| «Буде-Глімт»      | 2015              | Елітесеріен       | 27    | 4    | 2          | 1          | -              | -              | -     | -    | 29      | 5       |
| «Буде-Глімт»      | 2016              | Елітесеріен       | 12    | 0    | 1          | 0          | -              | -              | -     | -    | 13      | 0       |
| «Буде-Глімт»      | 2017              | ОБОС-лігаен       | 0     | 0    | 2          | 0          | -              | -              | -     | -    | 2       | 0       |
| «Буде-Глімт»      | Загалом           | Загалом           | 65    | 5    | 12         | 4          | -              | -              | -     | -    | 77      | 9       |
| «Русенборг»       | 2017              | Елітесеріен       | 4     | 0    | 0          | 0          | 2              | 0              | -     | -    | 6       | 0       |
| «Русенборг»       | 2018              | Елітесеріен       | 1     | 0    | 3          | 0          | -              | -              | 1     | 0    | 5       | 0       |
| «Русенборг»       | Загалом           | Загалом           | 5     | 0    | 3          | 0          | 2              | 0              | 1     | 0    | 11      | 0       |
| «Буде-Глімт»      | 2018              | Елітесеріен       | 4     | 0    | 0          | 0          | -              | -              | -     | -    | 4       | 0       |
| «Буде-Глімт»      | 2019              | Елітесеріен       | 23    | 2    | 1          | 0          | -              | -              | -     | -    | 24      | 2       |
| «Буде-Глімт»      | 2020              | Елітесеріен       | 10    | 1    | 0          | 0          | 2              | 0              | -     | -    | 12      | 1       |
| «Буде-Глімт»      | 2021              | Елітесеріен       | 3     | 0    | 0          | 0          | 0              | 0              | -     | -    | 3       | 0       |
| «Буде-Глімт»      | Загалом           | Загалом           | 40    | 3    | 1          | 0          | 2              | 0              | -     | -    | 43      | 3       |
| Усього за кар'єру | Усього за кар'єру | Усього за кар'єру | 110   | 8    | 16         | 4          | 4              | 0              | 1     | 0    | 131     | 12      |

## Досягнення

### Клубні
«Русенборг»
- Елітесеріен
  -  Чемпіон (1): 2017

- Суперкубок Норвегії
  -  Володар (1): 2018

«Буде-Глімт»
- Елітесеріен
  -  Чемпіон (3): 2020, 2021, 2023

## Особисте життя
Брат Андерса Конрадсена, також професіонального футболіста.